# Dja (rzeka)
Dja – rzeka w Afryce o długości 720 km. Ma źródła w południowo-wschodnim Kamerunie, potem kieruje się ku granicy z Republiką Konga i wpływa tam do Sanghi, będącej dopływem Konga. 
W górnym biegu rzeki Dja znajduje się Rezerwat Dja, wpisany na listę światowego dziedzictwa UNESCO.